# Kōsei Nukina
Kōsei Nukina (japanisch 貫名 航世 Nukina Kōsei; * 26. April 1995 in der Präfektur Osaka) ist ein japanischer Fußballspieler.

## Karriere
Nukina erlernte das Fußballspielen in der Schulmannschaft der Konko Osaka High School und der Universitätsmannschaft der Ryūtsū-Keizai-Universität. Seinen ersten Vertrag unterschrieb er 2018 bei Vanraure Hachinohe. Der Verein aus Hachinohe, einer Hafenstadt in der Präfektur Aomori im Nordosten von Honshū, spielte in der vierten japanischen Liga, der Japan Football League. Am Ende der Saison 2018 stieg der Verein in die dritte Liga auf. Nach insgesamt 26 Ligaspielen wechselte er im Februar 2021 zu Ococias Kyoto AC. Mit dem Verein aus Kyōto spielt er in der fünften Liga, der Kansai Soccer League (Div.1).